# Блаурок, Эдмунд
Эдмунд Блаурок (нем. Edmund Blaurock; 12 октября 1899 — 25 января 1966) — немецкий военачальник, генерал-лейтенант вермахта, командующий пехотными дивизиями во время Второй мировой войны. Кавалер Рыцарского креста Железного креста с Дубовыми листьями, высшего ордена нацистской Германии. Взят в плен британскими войсками в 1945 году. Освобождён из плена в 1948 году.

## Награды
- Железный крест (1914)
  - 2-го класса (26 августа 1918)
- Нагрудный знак за ранение
  - в чёрном
- Почётный крест ветерана войны
- Медаль «В память 13 марта 1938 года»
- Железный крест (1939)
  - 2-го класса (24 сентября 1939)
  - 1-го класса (24 октября 1939)
- Медаль «За зимнюю кампанию на Востоке 1941/42» (15 июня 1942)
- Немецкий крест
  - в золоте (4 июня 1944)
- Рыцарский крест Железного креста с Дубовыми листьями
  - Рыцарский крест (27 июля 1944)
  - Дубовые листья (19 февраля 1945)